# Artigli (album)
Artigli è il quarto album di Cristiano Malgioglio pubblicato nel 1981.

## Il disco
Marlon, pubblicata anche come singolo, venne scritta quale sigla del ciclo televisivo I film di Marlon Brando, che veniva trasmesso da Canale 5. Inoltre nel disco Malgioglio interpreta il brano Amore mio, amica mia, che aveva scritto per Ornella Vanoni, e Quale appuntamento, che aveva scritto invece per Eleonora Giorgi. C'è anche spazio per una cover: Il volto della vita, scritta da Mogol e Daiano e cantata da Caterina Caselli nel 1968, versione in italiano della nota Days of Pearly Spencer di David McWilliams, portata al successo in origine dallo stesso McWilliams e nel 1992 da Marc Almond.

## Tracce
1. Caro direttore (C. Malgioglio, Baracuda)
2. Il volto della vita (Days of Pearly Spencer) (David McWilliams, Mogol, Daiano)
3. Amore mio, amica mia (C. Malgioglio, Ornella Vanoni, Corrado Castellari)
4. A stretto giro di posta (C. Malgioglio, M. Balducci)
5. Giornalista (C. Malgioglio, Baracuda)
6. Marlon (sigla della trasmissione "I film di Marlon Brando") (C. Malgioglio, Baracuda)
7. All'hotel della fretta (C. Malgioglio, Baracuda)
8. Quale appuntamento (C. Malgioglio, Pino Presti, Bibap)
9. Voglio mama (C. Malgioglio, Baracuda, Agua)
10. Luna nuova (C. Malgioglio, Baracuda)